# Maxomys rajah
Maxomys rajah és una espècie de mamífer rosegador de la família dels múrids. Viu a altituds d'entre 0 i 1.100 msnm a Brunei, Indonèsia, Malàisia i Tailàndia. El seu hàbitat natural són els boscos tropicals perennifolis de plana, tant primaris com pertorbats. Està amenaçat per la tala d'arbres i l'expansió dels camps de conreu. El seu nom específic, rajah, significa ‘príncep’ en hindustànic.